# Alberto Guajardo
Luis Alberto Guajardo Elizondo (Múzquiz, Coahuila; 10 de junio de 1862 - Piedras Negras, Coahuila; 25 de diciembre de 1940) fue un militar mexicano que participó en la Revolución mexicana.
Fue hijo de José Guajardo y de Dolores Elizondo. Participó en la campaña electoral maderista en 1910 e intervino en la lucha armada hasta su triunfo en mayo de 1911. En marzo de 1912 se le nombró jefe político de Torreón, y como Jefe de irregularidades combatió al general Pascual Orozco en La Laguna. 
Después no luchó contra Victoriano Huerta, a pesar de lo cercano que era a Venustiano Carranza; prefirió pasar a los Estados Unidos quedando sus fuerzas con Lucio Blanco; incluso apoyó después al huertismo. En 1920 se adhirió al Plan de Agua Prieta y se le reconoció el grado de general de brigada. Fue tío del general Miguel M. Acosta Guajardo. 